# Recep Alpyağıl
Recep Alpyağıl (* 1977 in Samsun) ist ein türkischer Religionsphilosoph, Dozent an der Universität Istanbul und Autor.

## Berufliche Laufbahn
Seine Promotion absolvierte Alpyağıl im Jahr 2006 an der Universität Istanbul mit der Dissertation "Din Felsefesinde Dekonstrüksiyon" [Dekonstruktion in der Religionsphilosophie]. Im Jahr 2011 wurde er zum außerordentlichen Professor (Doçent) und 2016 zum ordentlichen Professor ernannt.

## Werke (Auswahl)
Von ihm herausgegebene Buchreihen sind:
- Felsefe Dili Olarak Türkçenin Gelişim Aşamaları ve Felsefe Sözlüklerimiz, Din Felsefesi Açısından Gelen-ekler. [Die Entwicklungsstufen des Türkischen als Sprache der Philosophie und unsere philosophischen Wörterbücher, Traditionen aus Sicht der Religionsphilosophie].
- Gelen-eksel ve Çağdaş Metinlerle Din Felsefesine Dair Okumalar II, derleme (1-2. Baskı; İstanbul: İz Yayıncılık, 2012).
- Gelen-eksel ve Çağdaş Metinlerle Din Felsefesine Dair Okumalar I, derleme (İstanbul: İz Yayıncılık, 2011, 2. Baskı; 2012).
- Türkiye'de Bir Felsefe Gelen-ek-i Kurmaya Çalışmak -Feylesof Simalardan Seçme Metinler 11, derleme (İstanbul: İz Yayıncılık, 2010).
- Türkiye'de Otantik Felsefe Yapabilmenin İmkanı ve Din Felsefesi (İstanbul, İz Yayıncılık, 2010).
- Türkiye'de Bir Felsefe Gelen-ek-i Kurmaya Çalışmak-Feylesof Simalardan Seçme Metinler l, derleme (İstanbul: İz Yayıncılık, 2010).
- Fark ve Yorum -Kur'anı Anlama Yolunda Felsefi Denemeler II- (İstanbul, İz Yayıncılık, 2009).
- Derrida'dan Caputo'ya Dekonstrüksiyon ve Din (İstanbul, İz Yayıncılık, 2007).
- Kimin Tarihi, Hangi Hermenötik? -Kur'anı Anlama Yolunda Felsefi Denemeler I- (2003; İstanbul: İz Yayıncılık, 2013).
- Wittgenstein ve Kierkegaard'dan Hareketle Din Felsefesi Yapmak (İstanbul, 2002; İstanbul: İz Yayıncılık, 2013).
- Estetiğin Türkçesi Üç Müdahale (İstanbul, İz Yayıncılık, 2022).